# Julià (orador)
Julià (en llatí Julianus, en grec Ἰουλιανός)) va ser un orador i gramàtic grec del segle ii.
Era amic i contemporani d'Aule Gel·li, que parla d'ell i diu que era un mestre públic d'oratòria i l'elogia per la seva eloqüència i pel seu coneixement de l'antiga literatura. Es va dedicar també als estudis de gramàtica que va col·leccionar en els seus Commentarii, obra que s'ha perdut.